# リベッチオ (フリゲート)
リベッチオ（イタリア語: Libeccio, F 572）は、イタリア海軍のマエストラーレ級フリゲート3番艦。艦名は地中海性の湿った南西からの強風を意味するイタリア語に由来する。

## 艦歴
「リベッチオ」は、リウーニティ造船リヴァ・トリゴソ造船所で1979年8月1日に起工され、1981年9月7日に進水、1983年2月5日に就役する。
イラン・イラク戦争におけるタンカー戦争に対応するためペルシャ湾に派遣される。その後1990年8月、湾岸危機の発生に伴い「A5327 ストロンボリ」、「F567 オルサ」と共に、第一陣としてペルシャ湾に派遣される。21世紀に入ると不朽の自由作戦に参加する。
2010年8月にはアタランタ作戦に参加するためソマリア沖・アデン湾に展開し、8月17日には海賊集団による破壊を阻止し、9月29日には海賊に乗っ取られたダウ船を解放している。